# Lou Stein
Lou Stein (22 de abril de 1922 – 11 de diciembre de 2002) fue un pianista de jazz estadounidense.
Nació en Filadelfia, Pensilvania y se unió a la banda de Ray McKinley en 1942.  Tocó con Glenn Miller cuando este último estuvo en Estados Unidos durante la Segunda Guerra Mundial.
Después de la guerra trabajó con Charlie Ventura (1946-1947)  y se convirtió en músico de sesión. Actuó con la Lawson-Haggart Band, Benny Goodman, Sarah Vaughan, la Sauter-Finegan Orchestra, Louie Bellson, Red Allen, Coleman Hawkins y Lester Young, y grabó como líder de banda. En 1957 logró un éxito en el Top 40 de Estados Unidos con "Almost Paradise", que alcanzó el puesto 31 en el Billboard Hot 100 . Su versión de "Got a Match" llegó al Cashbox Top 60 en 1958. Jugó con Joe Venuti de 1969 a 1972. 

## Discografía
Como líder
- Lou Stein Trio (Brunswick, 1954)
- House Hop (Epic, 1954)
- Lou Stein at Large! (Brunswick, 1954)
- Six for Kicks (Jubilee, 1954)
- The Lou Stein 3, 4, and 5 (Epic, 1955)
- Eight for Kicks, Four for Laughs (Jubilee, 1956)
- From Broadway to Paris (Epic, 1956)
- Honky Tonk Piano (Mercury, 1956)
- Introspective 1 (Leric, 1972)
- Tribute to Tatum (Chiaroscuro, 1976)
- Stompin' Em Down (Chiaroscuro, 1978)
- Lou Stein & Friends (World Jazz, 1980)
- Temple of the Gods (Chiaroscuro, 1980)
- Live at the Dome (Dreamstreet, 1981)
- Solo (Audiophile, 1984)
- Go Daddy! (Pullen Music, 1994)

### Como acompañante
Con Luis Bellson
- The Driving Louis Bellson (Norgran, 1955)
- Let's Call It Swing (Verve, 1956)
- Drummer's Holiday (Verve, 1958)

Con Woody Herman
- Songs for Hip Lovers (Verve, 1957)

Con Lee Konitz
- An Image: Lee Konitz with Strings (Verve, 1958)

Con Joe Newman
- New Sounds in Swing  with Billy Byers (Jazztone, 1956)

Con Charlie Parker
- Big Band (Clef, 1954)

Con Cootie Williams
- Cootie Williams in Hi-Fi (RCA Victor, 1958)